# バンディラ・ロッサ・グループ
バンディラ・ロッサ・グループ（Bandiera Rossa Association、BRA）は、イタリアの政党の一つである共産主義再建党（PRC）内部のグループ。政治的にトロツキズムを標榜しており、第四インターナショナル（統一書記局派）のイタリア支部として活動している。
1940年代後半に革命的共産主義グループ（GCR）として発足し、2004年までリヴィオ・マイタンがGCRおよび後継組織であるBRAの指導的地位にあった。